# یانیک سینر
یانیک سینر (ایتالیایی: Jannik Sinner) تنیس باز 23 ساله (متولد 2001) اهل ایتالیا است. وی هم‌اکنون در رتبه اول رنکینگ ATP قرار دارد. 
سینر در فوریه ۲۰۱۹ در مسابقات ای‌تی‌پی چلنجر تور به قهرمانی رسید و اولین متولد سال ۲۰۰۱ به بعد است که به این عنوان می‌رسد.
سینر در مسابقات next gen ATP finals که در شهر میلان برگزار شد نیز به عنوان قهرمانی رسید؛ و به عنوان بهترین بازیکن تازه‌وارد سال ۲۰۱۹ انتخاب شد.
او قهرمان دو عنوان ۲۵۰ امتیازی ATP است.  سینز در ایندیانا ولز 2023 به فینال رسید و در فینال مغلوب آلکارس شد.در فینال ۱۰۰۰ امتیازی ۲۰۲۴ شانگهای برابر نواک جوکوویچ به برتری رسید. یانیک سینر مرد شماره 1 جهان است و تا به حال باختی نداده است. وی در اولین حضور خود، پس از پایان محرومیت سه ماهه ، در فینال مسترز رم ۲۰۲۵, برابر آلکاراز نتیجه را واگذار کرد و نایب قهرمان مسابقات شد.

### شیوه بازی
وی یک بازیکن خط حمله تهاجمی است و یکی از سخت‌ترین ضربه زن‌ها در تور ATP محسوب می‌شود. نقطه قوت ضربه زمینی سینر، بک هند دو دستی اوست که با چرخش بالایی نسبت به هر بازیکن دیگری در تور، ضربه می‌زند و به طور متوسط 1858 دور در دقیقه را در هر ضربه به همراه پنجمین سرعت متوسط برتر 111.2 کیلومتر در ساعت (69.1 مایل در ساعت) ثبت کرده است.
سینر به دلیل رفتار آرام در زمین و حرکت در تمام زمین با راجر فدرر مقایسه شده است. خود فدرر، سینر را به خاطر تعادل در بازی‌اش ستایش کرده و گفته است: «چیزی که در مورد او دوست دارم این است که تقریباً سرعت شوت او از فورهند و بک هند یکسان است.» کلودیو پیستولسی، مربی سابق تنیس و بازیکن شماره 1 جوانان جهان، حرکت جانبی خوب سینر را ستوده است که آن را تا حدی به سابقه سینر در اسکی(تکنیک بازی تنیس) نسبت می‌دهد. از این نظر، سینر با نواک جوکوویچ مقایسه شده است، که او نیز سابقه اسکی را در بهبود مهارت‌های تنیس خود مؤثر می‌داند.
سینر با لنزهای بینایی بازی می‌کند و اظهار داشته است که بدون آنها حتی نمی‌تواند توپ را ببیند.

### زندگی شخصی
زبان اول سینر آلمانی است. زبان ایتالیایی او پس از نقل مکان به بوردیگرا در سن 13 سالگی، به طور قابل توجهی بهبود یافت و او همچنین به زبان انگلیسی صحبت می‌کند. سینر در مونت کارلو در موناکو زندگی می‌کند، جایی که در سن 18 سالگی به آنجا نقل مکان کرد.
یکی از اسطوره‌های تنیس او، آندریاس سپی، هموطنش است که او نیز اهل تیرول جنوبی است. سینر در سن 17 سالگی اظهار داشت که یکی از اهدافش "عملکرد بهتر از [سپی]" است.
او از سال 2020 تا 2024 با مدل ایتالیایی ماریا براچینی در رابطه بود.از ژوئن 2024، او با آنا کالینسکایا، تنیسور روسی، در رابطه بود.در ماه مه 2025، سینر تأیید کرد که آنها از هم جدا شده‌اند.